# آینه دی‌الکتریک

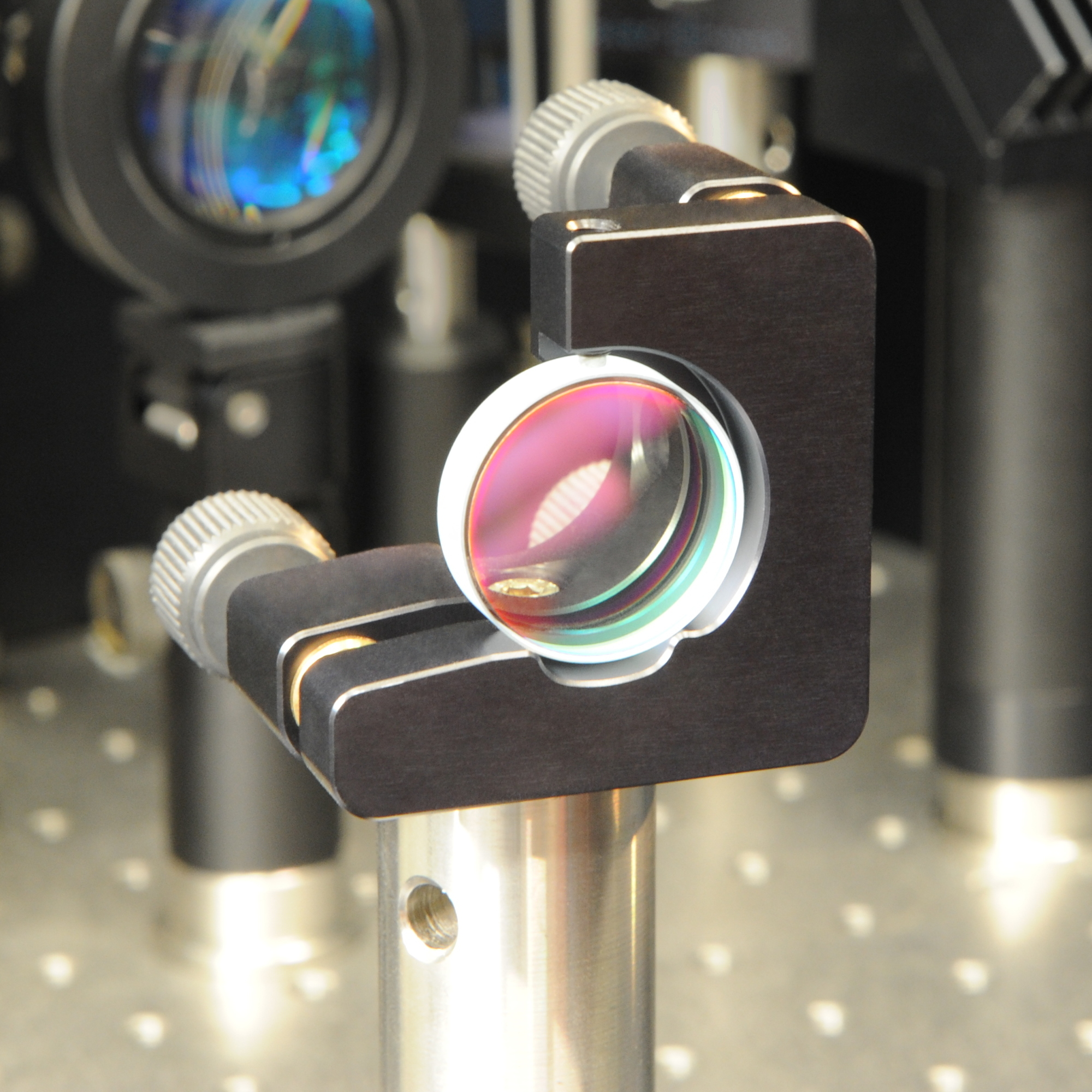
یک آینه دی‌الکتریک مادون قرمز نصب شده روی پایه آینه

آینه دی‌الکتریک که به عنوان آینه براگ نیز شناخته می‌شود، نوعی آینه است که از لایه‌های نازک متعددی تشکیل می‌شود. این لایه‌ها از مواد دی‌الکتریک ساخته شده‌اند و معمولاً روی صفحه‌ای از شیشه یا برخی مواد نوری دیگر قرار می‌گیرند و درنتیجه آینه دی‌الکتریک را بوجود می‌آورند. با انتخاب دقیق نوع و ضخامت لایه‌های دی‌الکتریک، می‌توان یک پوشش نوری با بازتابش مشخص در طول موج های مختلف نور طراحی کرد. آینه‌های دی‌الکتریک همچنین برای تولید آینه‌های فوق‌العاده بازتابنده استفاده می‌شوند: مقادیر ۹۹٫۹۹۹٪ یا بهتر در محدوده باریکی از طول موج‌ها را می‌توان با استفاده از تکنیک‌های خاصی تولید کرد. از سوی دیگر، می‌توان آنها را طوری ساخت که طیف وسیعی از نور را بازتاب کنند، مثلاً کل محدوده مرئی یا طیف لیزر تیتانیوم سافایر. آینه‌های از این نوع در آزمایش‌های اپتیک (نوری) بسیار رایج هستند، به دلیل تکنیک‌های بهبود یافته که امکان ساخت ارزان قیمت آینه‌های باکیفیت را فراهم می‌کند. از جمله کاربردهای این آینه‌ها می‌توان به آینه‌های گرم و سرد، فیلتر نازک تقسیم‌گر پرتو، آینه‌های با آستانه آسیب لیزری بالا، و پوشش‌های مورد استفاده در عینک‌های آفتابی آینه ای مدرن اشاره کرد.

## سازوکار

نمودار یک آینه دی‌الکتریک. لایه‌های نازک با ضریب شکست بالا n_{1}، با لایه‌های ضخیمِ با ضریب شکست کمترِ n_{2}، در هم آمیخته می‌شوند. طول مسیر l_{A} و l_{B} دقیقاً به مقدار یک طول موج متفاوت است که منجر به تداخل سازنده می‌شود.

آینه‌های دی‌الکتریک بر اساس تداخل نور بازتاب شده از لایه‌های مختلف دی‌الکتریک‌ها عمل می‌کنند. این همان اصل مورد استفاده در پوشش‌های ضدبازتاب چندلایه است. در این نوع پوشش‌ها، گروه‌های دی‌الکتریک به منظور به حداقل رساندن بازتاب طراحی شده‌اند نه برای به حداکثر رساندن آن. آینه‌های دی‌الکتریک ساده مانند کریستال‌های فوتونیک یک بعدی عمل می‌کنند. در این ساختارها که شامل مجموعه ای از لایه‌ها با ضریب شکست‌های متفاوت هستند، لایه‌های با ضریب شکست بالا، با لایه‌هایی با ضریب شکست پایین در هم آمیخته شده‌اند یا به عبارتی، یکی در میان چیده شده‌اند (نمودار را ببینید). ضخامت لایه‌ها به گونه ای انتخاب می‌شود که اختلاف طول مسیر پیموده شده توسط نور بازتابیده از لایه‌های مختلف با شاخص شکست بالا، مضرب صحیحی از طول موجی باشد که آینه برای آن طراحی شده‌است. انعکاس نور از لایه‌های با شاخص پایین، دقیقاً نیمی از طول موج در اختلاف طول مسیر را دارد، اما هنگام تغییر فاز، یک تفاوت ۱۸۰ درجه در عبور از مرز شاخص کم به مرز شاخص بالا رویت می‌شود در مقایسه با عبور از مرز شاخص بالا به مرز شاخص پایین؛ یعنی این بازتاب‌ها نیز در فاز هستند. در مورد یک آینه در حالت انتشار معمولی، لایه‌ها دارای ضخامت یک چهارم طول موج هستند.

رنگ منتقل شده توسط فیلترهای دی‌الکتریک با تغییر زاویه تابش نور تغییر می‌کند.

طرح‌های دیگر ساختار پیچیده تری دارند که معمولاً با بهینه‌سازی عددی تولید می‌شوند. در مورد دوم، پراکنش فاز نور بازتاب شده را نیز می‌توان کنترل کرد. در طراحی آینه‌های دی‌الکتریک می‌توان از روش ماتریس انتقال نوری استفاده کرد.

## ساخت

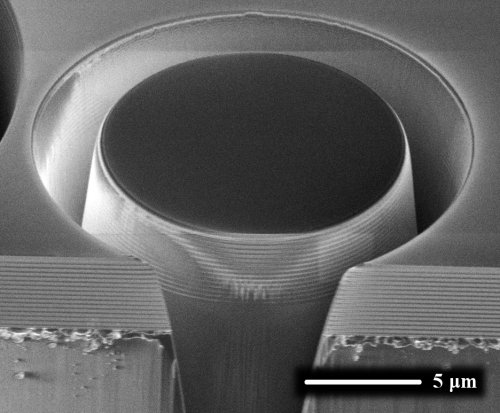
تصویر میکروسکوپ الکترونی از یک قطعه تقریباً ۱۳ میکرومتری از آینه دی‌الکتریک که از یک بستر بزرگتر بریده شده‌است. لایه‌های متناوبTa_{2}O_{5} و SiO_{2} در لبه پایینی قابل مشاهده است.

تکنیک‌های ساخت آینه‌های دی‌الکتریک بر مبنای روش‌های رسوب لایه نازک است. رایج‌ترین این تکنیک‌ها عبارتند از رسوب فیزیکی بخار (که خود شامل رسوب تبخیری و رسوب به کمک پرتو یونی می‌باشد)، لایه‌نشانی شیمیایی بخار، رسوب پرتو یونی ،برآرایی پرتو مولکولی، و رسوب کندوپاش. همچنین، مواد متداول در ساخت این آینه‌ها عبارتند از منیزیم فلوراید (n = ۱٫۳۷)، سیلیسیم دی‌اکسید (n = ۱٫۴۵)، پنتاکسید تانتالیم (n = ۲٫۲۸)، روی سولفید (n = ۲٫۳۲) و تیتانیوم دی‌اکسید (n = ۲٫۴).
آینه‌های دی‌الکتریک پلیمری به صورت صنعتی از طریق اکستروژن همزمان پلیمرهای مذاب و با پوشش اسپینی یا لایه‌نشانی غوطه‌وری در مقیاس کوچک‌تر ساخته می‌شوند.